# Isaías Rodríguez
Julián Isaías Rodríguez Díaz (Valle de la Pascua, 16 dicembre 1942 – Caracas, 12 gennaio 2025) è stato un giurista, politico, diplomatico e poeta venezuelano.

## Biografia
Nel 1966 si laureò in giurisprudenza presso l'Università Centrale del Venezuela. In seguito, nel 1985, si specializzò in diritto del lavoro presso l'Università Santa Maria di Caracas. Tra il 1990 e il 1996 fu docente presso l'Università di Carabobo, l'Università Santa Maria, l'Università del Zulia e l'Università Bicentenaria di Aragua.
Durante gli studi universitari iniziò la sua attività politica in Azione Democratica, che lasciò nel 1967 per aderire al Movimento Elettorale del Popolo, di cui fu membro fino al 1981.
Dal 1990 al 1991 fu procuratore dello Stato di Aragua. Nel 1998 fu eletto senatore per lo Stato di Aragua nelle file del Movimento Quinta Repubblica. L'anno successivo fu eletto membro e vicepresidente dell'Assemblea nazionale costituente.
Il 24 gennaio 2000 fu nominato Vicepresidente del Venezuela, carica che mantenne fino al 26 dicembre dello stesso anno. Il 22 dicembre 2000 fu nominato Procuratore Generale della Repubblica, incarico che mantenne fino al novembre 2007.
Dal 2009 al 2011 fu ambasciatore del Venezuela in Spagna. Il 26 luglio 2011 fu nominato ambasciatore del Venezuela in Italia.
Autore di diverse liriche, nel 2014 aprì il Festival Internazionale di Poesia di Genova.
Nel 2017 fu nominato vicepresidente dell'Assemblea nazionale costituente.

## Opere
- Pozo de Cabrillas (1965)
- Con las Aspas de Todos los Molinos (1982)
- La Prescripción Laboral (1984)
- Los Tiempos de la Sed (1985)
- El Nuevo Procedimiento Laboral (1987)
- La Estabilidad Judicial del Trabajo (1993)
- Glosas y Poemas (2000)
- Antología Poética (2000)
- Trabas Burocráticas (2005)
- Abril comienza en Octubre (2005)
- El caso Anderson y la libertad de expresión en Venezuela (2006)
- Estrategias para una cooperación jurídica contra el crimen organizado transnacional (2006)
- Te esperaré en los olvidos (2007)